# Wicklow Mountains SAC
Wicklow Mountains SAC este o arie protejată (sit de importanță comunitară — SCI) din Irlanda întinsă pe o suprafață de 32.931,38 ha, integral pe uscat.

## Localizare
Centrul sitului Wicklow Mountains SAC este situat la coordonatele 53°05′06″N 6°22′37″W / 53.0851°N 6.377°V.

## Înființare
Situl Wicklow Mountains SAC a fost declarat sit de importanță comunitară în ianuarie 2002 pentru a proteja 11 specii de animale.

## Biodiversitate
Situată în ecoregiunea atlantică, aria protejată conține 12 habitate naturale: Ape oligotrofe din câmpii nisipoase, cu un conținut foarte redus de minerale (Littorelletalia uniflorae), Lacuri și iazuri distrofice naturale, Pajiști umede nord-atlantice cu Erica tetralix, Pajiști uscate europene, Pajiști alpine și boreale, Pajiști calaminariene cu Violetalia calaminariae, Formațiuni ierboase bogate în specii de Nardus, dezvoltate pe substraturi silicioase în zone montane (și în zone submontane, în Europa continentală), Turbării de acoperire (* exclusiv pentru turbării active), Grohotișuri silicioase de la nivelul montan până la nivelul zăpezii (Androsacetalia alpinae și Galeopsietalia ladani), Pante stâncoase calcaroase cu vegetație casmofită, Pante stâncoase silicioase cu vegetație casmofită, Păduri de stejar sesil bătrân cu Ilex și Blechnum în Insulele Britanice.
La baza desemnării sitului se află mai multe specii protejate:
- păsări (10): șoim de iarnă (Falco columbarius), șoim călător (Falco peregrinus), muscar negru (Ficedula hypoleuca), ferestrașul mare (Mergus merganser), codroșul de pădure (Phoenicurus phoenicurus), pitulice sfârâitoare (Phylloscopus sibilatrix), mărăcinar (Saxicola rubetra), silvie cu cap negru (Sylvia atricapilla), silvie de zăvoi (Sylvia borin), mierlă gulerată (Turdus torquatus)
- mamifere (1): vidră de râu (Lutra lutra)

Pe lângă speciile protejate, pe teritoriul sitului au mai fost identificate 7 specii de plante, 1 specie de păsări, 2 specii de amfibieni, 11 specii de mamifere, 2 specii de nevertebrate, 1 specie de pești.